# جو موليغان
جو موليغان (بالإنجليزية: Joe Mulligan) هو لاعب كرة قاعدة أمريكي، ولد في 31 يوليو 1913، وتوفي في 5 يونيو 1986.

## وصلات خارجية
- جو موليغان على موقعبيزبول رفرنس.كوم (الدوري الرئيسي) (الإنجليزية)